# جيم أكوستا
جيمس أكوستا (بالإنجليزية: Jim Acosta)‏ أو جيم أكوستا من مواليد 17 أبريل 1971، هو صحفي أمريكي اشتهرَ بفضل عمله كبير المراسِلين لقناة سي إن إن في البيت الأبيض كما عُرف على نطاق واسع بعد الملاسنة الكلاميّة المُحتدمة التي دخل فيها معَ رئيس الولايات المتحدة دونالد ترامب في الثامن من نوفمبر/تشرين الثاني 2018 مما تسبب في توقيف تأشيرةِ دخوله للبيت الأبيض ولو مؤقتًا.

## النشأة والتعليم
وصلَ والدُ أكوستا إلى الولايات المتحدة حينَما كان يبلغُ ابنه من العمر إحدى عشر سنة فقط. حينَها كان جيم وباقي أفراد العائلة لاجئون من دولة كوبا وذلكَ قبل ثلاثة أسابيع من أزمة الصواريخ الكوبية. نشأَ جيم في ولاية فرجينيا. تعود أصول والدته للعِرق الأمريكي الأيرلندي وكذا التشيكي. تخرّجَ أكوستا من ثانوية أناندال العموميّة فرجينيا عام 1989 ثم نالَ درجة البكلوريوس في عام 1993 في الاتصال الجماهيري. واصلَ دراستهُ الجامعيّة لكن هذه المرة في تخصص العلوم السياسية في جامعة جيمس ماديسون. حينَما كان في الجامعة؛ تطوّع جيم لتشغيل محطة إذاعية ثانوية، ثم سرعان ما عمل بعد ذلك كمراسل لمحطة إذاعية محلية.

## المسيرة المهنيّة
بدأَ أكوستا حياته المهنية في الإذاعة حيث عمل لصالح شركة دابليو إم إيه إل التي تتخدُ من واشنطن العاصمة مقرًا لها. بحلول عام 1994؛ انتقل جيم للعمل كمساعدٍ في شبكة دابليو تي تي جي-تي في ثم أصبحَ في العام الموالي مراسلًا بديلًا لقناة دابليو بي إيه آر-تي في المحليّة في نوكسفيل (تينيسي) ثمّ بقي في هذا المنصب حتى عام 1998. من عام 1998 حتى عام 2000؛ عملَ أكوستا مراسلًا لقناة كي تي في تي-تي في المحلية الأخرى في دالاس ثم انتقل من عام 2000 حتى عام 2001 للعمل كمراسلٍ كذلك في وي بي بي إم-تي في في شيكاغو. خلال نهاية عقده؛ انتقل أكوستا للعملِ كمراسلٍ لدَى سي بي إس نيوز العالميّة والتي بقيَ فيها من شباط/فبراير 2003 حتى آذار/مارس 2007 حيثُ عمل في هذه الفترة في العديد من المدن والولايات وواكب تغيير الوكالة لمقرّها من نيويورك إلى أتلانتا. خلال هذه الفترة أيضًا؛ غطّى جيم حملة المرشح الديمقراطي للرئاسة جون كيري عام 2004 كما غطّى حرب العراق من العاصِمة بغداد وكذا إعصار كاترينا. انضمّ جيم في نيسان/أبريل 2007 إلى سي إن إن حيثُ عمل رفقتها على تغطية حملات المرشحين الديمقراطيين باراك أوباما وهيلاري كلينتون للانتخابات الرئاسية عام 2008 وكثيرًا ما ظهر كمذيع ومقدم برامج للعديد من القضايا السياسية خاصّة في الداخل الأمريكي كما ساهمَ في تغطية الانتخابات النصفية للكونغرس عام 2010.
في شباط/فبراير 2012؛ بات جيم مراسلًا للقناة داخلَ البيت الأبيض، وهناكَ عمل على تغطية الحملة الرئاسية لعام 2012 للمرشح الجمهوري ميت رومني. خلالَ مؤتمر صحفي مُتلفز في نوفمبر 2015؛ تحدّى وانتقدَ أكوستا الرئيس أوباما بخصوص إستراتيجية إدراتهِ في تدمير التنظيم الإرهابي المعروف باسم داعش حيث سألهُ: «لماذا لا نُدمر هؤلاء الأوغاد؟» سافر جيم في آذار/مارس عام 2016 إلى كوبا لتغطية «الزيارة التاريخيّة» للرئيس أوباما إلى الجزيرة؛ ثم عملَ على تغطية المؤتمر الصحفي في هافانا والذي حضرهُ كل من أوباما والرئيس الكوبي راؤول كاسترو. حينَها أثار أكوستا الجدل حينما ضغط على الزعيم الكوبي من خلال أسئلتهِ المحرجة بخصوص سجل حقوق الإنسان في هذا البلد. بحلول التاسع من كانون الثاني/يناير عام 2018؛ رُقيّ أكوستا لمنصبِ كبير المراسلين في البيت الأبيض.

### المؤتمرات الصحفية مع ترامب

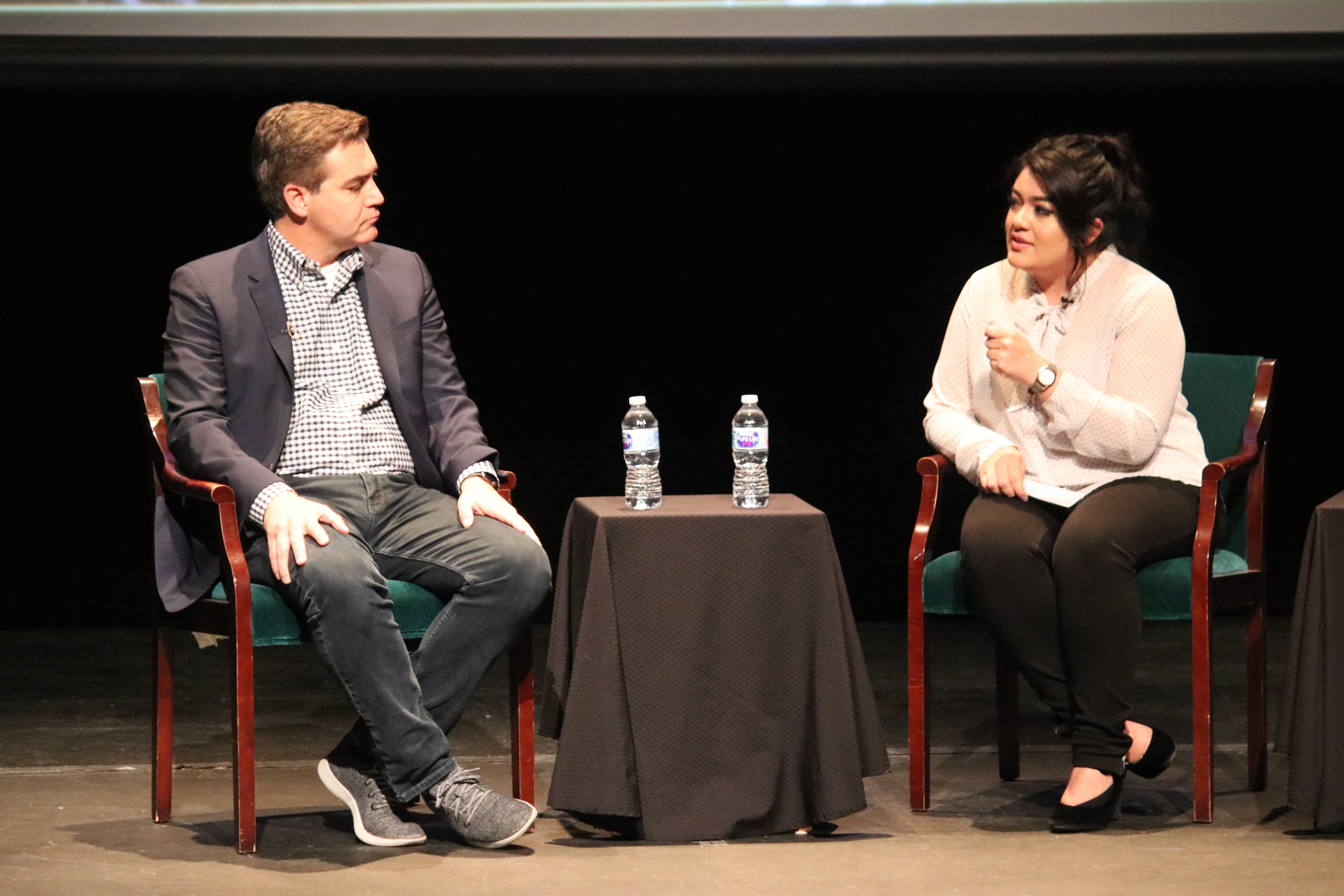
أكوستا خلال حديثهِ عن تجربته معَ ترامب خلال المؤتمرات الصحفية التي يعقدها الرئيس ضمنَ مسيرات جامعة سان هوزيه الحكومية في تشرين الأول/أكتوبر 2018.

خلال مؤتمر صحفي مُتلفز في مايو/أيار 2016؛ «سخر» المرشح الرئاسي الجمهوري دونالد ترامب من الصحفي والمُراسل جيم أكوستا حينَما وصفهُ «بالجميل»؛ حيثُ قاطعَ دونالد سؤالًا لجيم بالرد عليه قائلًا: «معذرةً؛ لقد رأيتك على التلفاز! أنت «جميلٌ وحقيقي».» خلالَ أول مؤتمر للرئيس المنتخب ترامب في 11 يناير عام 2017؛ حاولَ أكوستا توجيهَ سؤال للرئيس بخصوص روسيا لكنّ رد دونالد جاءَ غاضبًا وبدل الرد على السؤال اتهمَ ترامب أكوستا وباقي مراسلي وصحفيي سي إن إن بنشرِ وترويجِ «الأخبار الكاذبة». دخل جيم في الثاني من أغسطس عام 2017 في نقاشٍ محتدمٍ خلالَ مؤتمرٍ صحفي في البيت الأبيض مع المستشار السياسي ستيفن ميلر. حينَها نشرت صحيفة بوليتيكو مقالًا ذكرت فيه أنّ هذه الملاسنة عززت من موقفِ جيم وجعلتهُ صحفيًا قويًا من سي إن إن ضدّ إدارة ترامب.
في الثاني من أغسطس عام 2018؛ وبعدَ وقتٍ قصير من منعِ الصحفية كايتلان كولينز من حضورِ مؤتمر صحفي في البيت الأبيض؛ صدرَ بيانٌ من الرئيس ترامب تحدث فيه عن «وسائل الإعلام التي تُروج الأخبار الكاذبة ووصفها بعدوة الشعب الأمريكي». حينَها طلب أكوستا من السكرتيرة الصحفية للبيت الأبيض سارة هاكابي ساندرز تفسير هذا البيان ومُراجعته لكنّ سارة رفضت الطلب وأكّدت على دعمها الكامل لما جاء في البيان فردّ جيم من خلال محاولة رفعِ القضيّة لسقفِ أعلى فتدخلت الأمم المتحدة ولجنة الدول الأمريكية لحقوق الإنسان على الخط وانتقدت هجمات الرئيس ترامب على الصحافة الحرة.
عاد كوستا لإثارة الانتباهِ مجددًا في السابع من نوفمبر عام 2018 حينَما دخل في ملاسنة كلاميّة حادّة معَ الرئيسِ ترامب خلال مؤتمر صحفي في البيت الأبيض بعد انتخابات التجديد النصفي؛ حيثُ علّق ترامب في معرضِ ردّه على سؤال وجههُ له الصحفي جيم بخصوص قضايا الهجرة والتدخل الروسي بالقول: «أنت وقح ... يجب ألا تعملَ مع سي إن إن.» حسبَ السكرتيرة الصحفية سارة ساندرز؛ فإنّ أكوستا قد «وضعَ يدهُ على امرأة شابة متدربة بالبيت الأبيض» لكنّ الفيديو أظهرَ جيم وهو يحاول الابتعاد عن الشابة لحماية الميكروفون التي كانت تنوي المتدربة نزعه منه ثمّ قال لها في ذات اللحظة: «عفوا سيدتي.» بعدَ هذهِ «الحادثة»؛ صوّر جيم فيديو تم تداوله على نطاق واسع يؤكد فيه أنّ الخدمة السرية قد علّقت اعتماد بيانات بطاقتهِ لتسهيل الدخول إلى البيت الأبيض «حتى إشعار آخر». في بيانٍ لها؛ وصفت سي إن إن التي يعملُ جيم لصالحها بأنّ ما حصل لهُ جاء «كانتقامٍ منه بسبب الأسئلة الصعبة التي طرحها» فيما أكّد جيم عينه من خلال منشور له على حسابه الرسمي في موقع تويتر أنّ ساندرز تكذب وتُحاول اتهامه بأشياء لم يقم بها حتى تدعم نظريتها الكاذبة.

## الحياة الشخصية
انفصلَ أكوستا وزوجته شارون موبلي ستو التي تعملُ كممرضة في عام 2017 وذلكَ بعد 24 عامًا من الزواج. لدى الثنائي طفلين.

## روابط خارجية
- جيم أكوستا على موقع IMDb (الإنجليزية)